# Vektorprozess
Als Vektorprozess wird in der Zeitreihenanalyse die Zusammenfassung von m reellen Zufallsvariablen, die gleichzeitig in t beobachtbar sind, verstanden.
Ein ökonomisches Beispiel für einen Vektorprozess ist z. B. die Zinsstrukturkurve. Die verschiedenen Zinssätze für die unterschiedlichen Restlaufzeiten bilden dabei die m Variablen, deren Veränderungen im Zeitablauf beobachtet werden können.
Eine gemeinsame Stationarität des Vektorprozesses impliziert die Stationarität eines jeden der beteiligten univariaten Prozesse. Im Umkehrschluss ist eine Zusammenfassung von m > 1 stationären univariaten Prozessen nicht zwingend ein gemeinsam stationärer Vektorprozess. Die Stationarität der Teilprozesse ist eine notwendige, aber keine hinreichende Bedingung. Letzteres ist gegeben, wenn die Koeffizientenmatrizen quadratisch summierbar sind.
Vektorprozesse lassen sich in der MA- (VMA) und AR-Darstellung (VAR) oder als Kombination beider Darstellungsformen (VARMA-Modell) notieren. Ein solcher Prozess heißt linearer oder rein nicht-deterministischer Vektorprozess. Das vektorielle weiße Rauschen muss für verschiedene Zeitpunkte unkorreliert sein. Gleichzeitig ist jedoch eine Korrelation zugelassen. Dieses wird als kontemporäre Korrelation bezeichnet. Die Varianzen der im Vektor zusammengefassten Rauschvariablen können verschieden, müssen aber jeweils zeitkonstant sein.
Die Invertierbarkeit eines Vektorprozesses ist gegeben, wenn die AR-Koeffizientenmatrizen absolut summierbar sind. Ein solcher Prozess ist aber nicht zwingend stationär. Dies ist er dann, wenn alle Nullstellen des AR-Matrizenpolynoms außerhalb des Einheitskreises liegen. Ein stationärer Vektorprozess in der MA-Darstellung ist invertierbar, wenn alle Nullstellen der Determinante des MA-Matrizenpolynoms außerhalb des Einheitskreises liegen.
Hinsichtlich der Eindeutigkeit der ARMA-Darstellung eines Vektorprozesses ist zu sagen, dass die bei den univariaten Prozessen gültige Dualität nicht mehr gilt. Vielmehr gehören zu einem gegebenen Vektorprozess mit zugehöriger Kovarianzmatrix-Funktion gleichzeitig ein endlicher AR-, MA- oder ARMA-Vektorprozess.